# Asthénospermie
L'asthénospermie ou asthénozoospermie est l'une des anomalies liées à l'infertilité masculine. Elle est caractérisée par une mobilité réduite des spermatozoïdes. 
On peut la détecter grâce à un spermogramme.
Si tous les spermatozoïdes sont immobiles, on parle alors d'akinésie.

## Asthénospermie et grossesse
En fonction du degré d’asthénospermie, on utilisera différentes techniques. Si elle est légère ou modérée (spermatozoïdes immobiles ou peu mobiles entre 60 et 75%), une FIV classique peut aboutir à la fécondation de l’ovule. 
Dans les cas les plus sévères, la FIV ICSI (injection intra-cytoplasmique de spermatozoïde) devra être pratiquée car il n'est pas nécessaire que le spermatozoïde injecté soit mobile.
Dans tous les cas, il faut que le délai entre le recueil, la préparation et l'insémination soit le plus court possible. 